# خانم براون
خانم براون (به انگلیسی: Mrs. Brown) فیلمی ۱۰۳ دقیقه‌ای به کارگردانی جان مدن با بازی جودی دنچ است.